# Marguerite Nichols
Marguerite Olive Nichols (3 de agosto de 1891 - 17 de marzo de 1941) fue una actriz estadounidense que trabajó en películas mudas. Apareció en 21 películas entre 1915 y 1918. Era hermana de la actriz Norma Nichols.

## Matrimonio y muerte
Nichols nació en Los Ángeles, California. Estuvo casada con el productor de cine estadounidense Hal Roach durante 26 años. (Roach sobrevivió por más de medio siglo, murió a los 100 años en 1992). La pareja tuvo dos hijos, Hal Jr. y Margaret Roach. Murió tras sufrir neumonía el 17 de marzo de 1941 en Los Ángeles.

## Filmografía
- The Quality of Forgiveness (1915)
- Beulah (1915)
- The Maid of the Wild (1915)
- Counsel for the Defense (1915)
- Big Brother (1916)

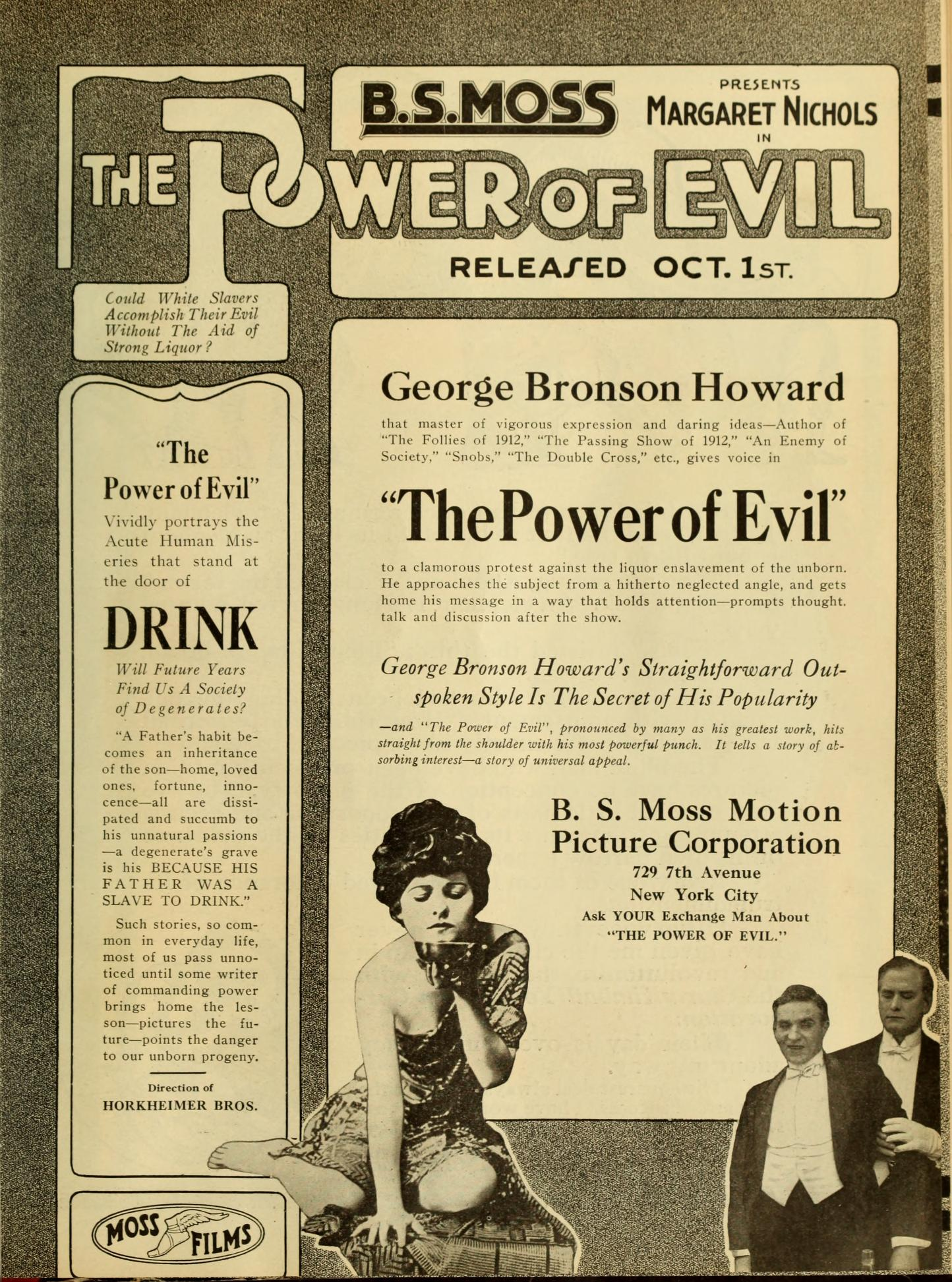
The Power of Evil (1916)

- Little Mary Sunshine (1916) .... Sylvia Sanford
- The Witch of the Mountains (1916)
- The Reclamation (1916) .... Edith Phelan
- Jack (1916) (como Margaret Nichols)
- The Oath of Hate (1916) (como Margaret Nichols)
- Pay Dirt (1916) .... Kate Gardner
- The Matrimonial Martyr (1916) .... Phyllis Burnham
- Dust (1916) (como Margaret Nichols) .... Mina
- The Dancer (1916)
- The Strength of Donald McKenzie (1916) (como Margaret Nichols)
- Faith's Reward (1916)
- Youth's Endearing Charm (1916) (como Margaret Nichols) .... Maud Horton
- The Torch Bearer (1916) (como Margaret Nichols)
- The Power of Evil (1916) .... Laurine Manners
- Sold at Auction (1917) .... Helen
- When Baby Forgot (1917) (como Margaret Nichols) .... Janet Watson
- The Girl o' Dreams (1918) (como Margaret Nichols) .... Mrs. Leonard